# Susana Graciela Lesgart

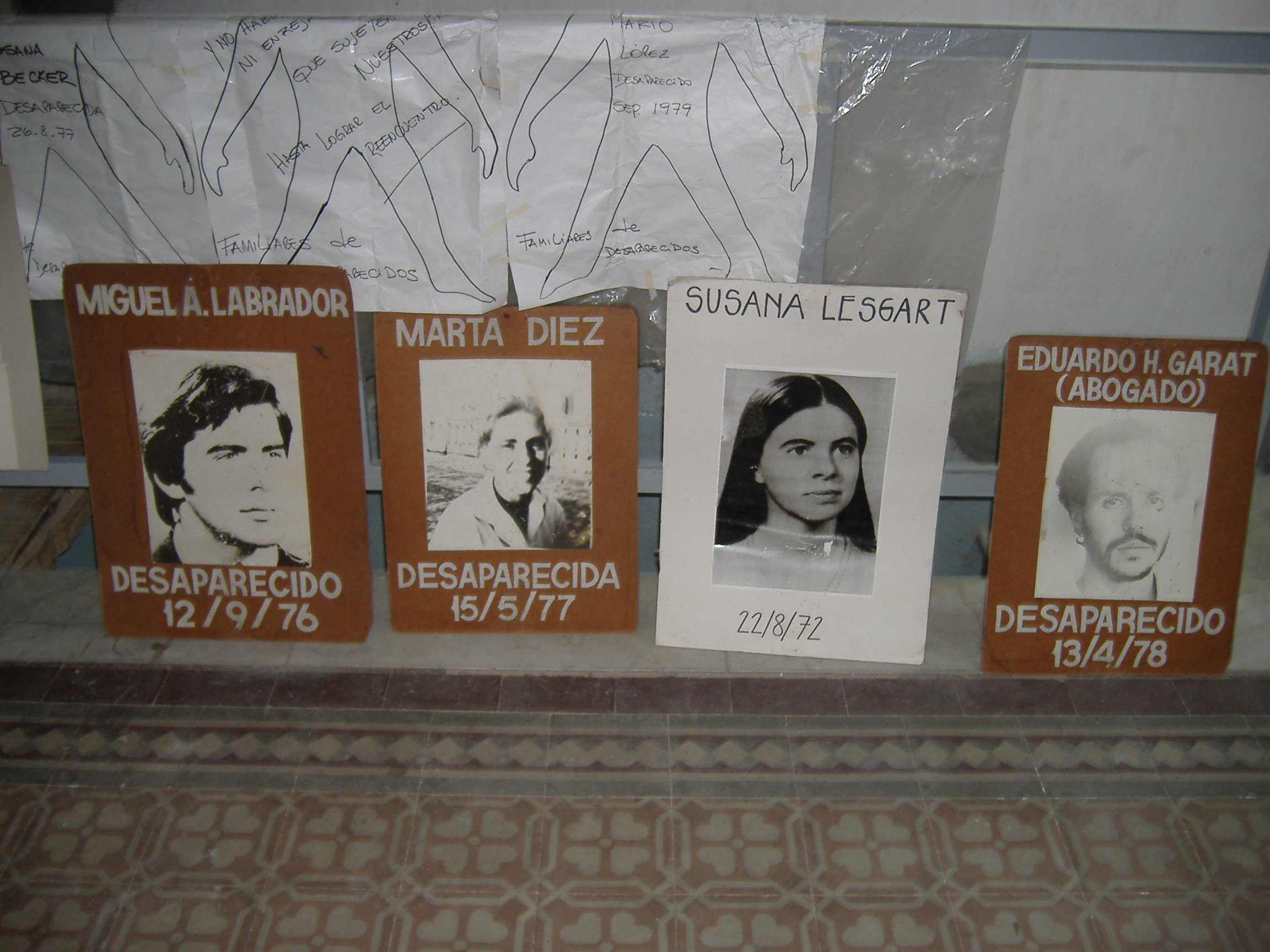
Carteles en Rosario, en uno de ellos Susana Lesgart

Susana Graciela Lesgart (Córdoba, 13 de octubre de 1949-Base Aeronaval Almirante Zar en las cercanías de Trelew, 22 de agosto de 1972) fue una guerrillera argentina asesinada durante la llamada Masacre de Trelew. Era hermana de la también militante Adriana Amalia Lesgart.

## Actividad en la guerrilla
Cursó sus estudios de magisterio en el Colegio Alejandro Carbó de la ciudad de Córdoba y comenzó a militar entre quienes adherían al cristianismo progresista y a la izquierda nacional que a mediados de la década de 1960 se agrupaban en Córdoba en nucleamientos tales como la Agrupación de Estudios Sociales de la Universidad Católica de Córdoba, la Federación de Agrupaciones Integralistas de la Universidad Nacional de Córdoba y la Agrupación Barrial Eva Perón. 
Luego de un paso previo por el trotskista Partido Revolucionario de los Trabajadores junto a su compañero Alejandro José Yofre durante 1966 y 1967, a mediados de ese año se apartaron del partido y se unieron por mediación del abogado Gustavo Roca al núcleo dirigido por Emilio Maza que más adelante dio origen a la organización Montoneros en la provincia de Córdoba. Este pequeño núcleo se abocó a la preparación de su aparato militar con un cierto grado de aislamiento, por lo que no participó en el Cordobazo ni se acercó a las actividades de la CGT de los Argentinos, como consecuencia de cierto mesianismo y de su evaluación de que el peronismo resistente era inorgánico espontaneista e ineficaz. El grupo rompió con García Elorrio y fortaleció las jerarquías y la militarización hacia adentro de la organización.
Su primera acción armada, el asalto al Banco de La Calera, a unos 16 kilómetros de la capital provincial, del 26 de diciembre de 1969 lo hacen a cara descubierta por lo que los participantes deben pasar a la clandestinidad. 
A partir de entonces participaron del proceso de integración con núcleos de Santa Fe y Buenos Aires que culminaría con la organización de vocación nacional que bajo el nombre de Montoneros saldría a la luz en mayo de 1970 con el secuestro del general Pedro Eugenio Aramburu.

## Toma de la Calera
El 1° de julio de 1970 se produjo la aparición pública de la organización en Córdoba cuando unos 25 montoneros participó en el pueblo de La Calera en una acción que se había inspirado en la toma de la ciudad de Pando realizada por los Tupamaros en el Uruguay. Los atacantes lograron apoderarse de la comisaría, del banco, y de las oficinas del municipio, del correo y de teléfonos, hicieron pintadas y obligaron a algunos policías a cantar la Marcha Peronista; de la agrupación guerrillera Montoneros a la cual pertenecía. 
Por errores de la organización no sólo fueron detenidos muchos militantes, sino que cae en poder de la policía un fichero con los datos de integrantes de la organización y, además, pistas que conducen a la individualización de los militantes de Buenos Aires que habían asesinado al expresidente Pedro Eugenio Aramburu. Emilio Maza y su compañero Ignacio Vélez enfrentaron a tiros a la policía y fueron heridos, falleció Maza el 8 de julio de 1970 en un hospital de Córdoba como resultado de esas heridas.
Lesgart fue enviada por la organización a la provincia de Tucumán para salvaguardarla y allí ejerció como maestra entre los trabajadores cañeros y en 1971 llegó a ser la responsable de Montoneros en el lugar. La primera acción pública consistió en realizar el 14 de febrero de 1971 pintadas en las paredes de la histórica Casa de Tucumán, monumento histórico nacional por cuanto allí en 1816 se declaró la independencia de Argentina. Lesgart participó cuando el 26 de julio de 1971 la organización junto con las Fuerzas Armadas Revolucionarias atacó la comisaría de Villa Mariano Moreno para apoderarse de armamento. A fines de ese año fue detenida cuando circulaba en un auto cargado de armas y trasladada al penal de máxima seguridad de Rawson.

## Fuga y masacre en Trelew
El 15 de agosto de 1972 Susana Lesgart se fugó del penal junto a otros integrantes de las FAR y Montoneros, en un resonante operativo durante el cual asesinaron al guardiacárcel Juan Gregorio Valenzuela. Por fallas en el operativo solo un puñado de dirigentes guerrilleros llegó a tiempo al aeropuerto y Lesgart, que integraba un segundo grupo de 19 evadidos logró arribar por sus propios medios en tres taxis al aeropuerto, pero llegaron tarde, justo en el momento en que la aeronave despegaba rumbo al vecino país de Chile, gobernado entonces por el socialista Salvador Allende. 
Al ver frustradas sus posibilidades, luego de ofrecer una conferencia de prensa este contingente depuso sus armas sin oponer resistencia ante los efectivos militares de la Armada que mantenían rodeada la zona, solicitaron y recibieron públicas garantías para sus vidas en presencia de periodistas y autoridades judiciales.
Una patrulla militar bajo las órdenes del capitán de corbeta Luis Emilio Sosa, segundo jefe de la Base Aeronaval Almirante Zar, condujo a los prisioneros recapturados dentro de una unidad de transporte colectivo hacia dicha dependencia militar. Ante la oposición de éstos y el pedido de ser trasladados de regreso nuevamente a la cárcel de Rawson, el capitán Sosa adujo que el nuevo sitio de reclusión era transitorio, pues dentro del penal continuaba el motín y no estaban dadas las condiciones de seguridad.
Al arribar el contingente al nuevo destino de detención, el juez Alejandro Godoy, el director del diario Jornada, el subdirector del diario El Chubut, el director de LU17 Héctor "Pepe" Castro y el abogado Mario Abel Amaya, quienes acompañaban como garantes a los detenidos, no pudieron ingresar con ellos y fueron obligados a retirarse.
A las 3:30 del 22 de agosto, en la Base Naval Almirante Zar, los 19 detenidos fueron despertados y sacados de sus celdas. Según testimonios de los tres únicos reclusos sobrevivientes, mientras estaban formados y obligados a mirar hacia el piso fueron ametrallados por una patrulla a cargo del capitán de corbeta Luis Emilio Sosa y del teniente Roberto Guillermo Bravo, fallecieron en el acto o fueron rematados después con armas cortas la mayoría de ellos, incluida Lesgart.